# Hot Dance Singles Sales
Hot Dance Singles Sales byla singlová hitparáda s týdenní periodicitou. Od roku 1985 ji na území Spojených států vydával hudební časopis Billboard. Žebříček nesl dříve pojmenování Hot Dance Music/Maxi-Singles Sales a později také Dance/Electronic Singles Sales. 
Hitparáda uváděla singly žánrově orientované na dance music a zremixované skladby. Výjimkou se staly hity jiných žánrů vydávané ve formě maxi singlů, například od metalové skupiny Ministry nebo rockové kapely The Smiths..
V počátečním období žebříček obsahoval 50 singlů. V roce 2001 došlo k redukci na 25 písní. Po založení „Dance Airplay Chart“ v roce 2003 (přejmenované na Dance/Mix Show Airplay) se hitparáda skládala jen z deseti skladeb. Od roku 2003 byla vydávána pouze na internetu; předtím i v tištěné podobě spolu s „Dance Club Play Chart“ v Billboardu. Tato společnost od 17. ledna 2013 zřídila nový žebříček „Dance/Electronic Songs“ obsahující 50 singlů. 